# Chalisgaon
Chalisgaon là một thành phố và là nơi đặt hội đồng đô thị (municipal council) của quận Jalgaon thuộc bang Maharashtra, Ấn Độ.

## Địa lý
Chalisgaon có vị trí 20°28′B 75°01′Đ / 20,47°B 75,02°Đ Nó có độ cao trung bình là 344 mét (1128 foot).

## Nhân khẩu
Theo điều tra dân số năm 2001 của Ấn Độ, Chalisgaon có dân số 91.094 người. Phái nam chiếm 52% tổng số dân và phái nữ chiếm 48%. Chalisgaon có tỷ lệ 73% biết đọc biết viết, cao hơn tỷ lệ trung bình toàn quốc là 59,5%: tỷ lệ cho phái nam là 79%, và tỷ lệ cho phái nữ là 67%. Tại Chalisgaon, 13% dân số nhỏ hơn 6 tuổi.